# Brodiaea sierrae
Brodiaea sierrae är en sparrisväxtart som beskrevs av R.E.Preston. Brodiaea sierrae ingår i släktet Brodiaea och familjen sparrisväxter. Inga underarter finns listade i Catalogue of Life.